# Cliff Bennett and the Rebel Rousers
Cliff Bennett and the Rebel Rousers es una banda de rhythm and blues, soul y beat británica formada en 1957, conocida por su sencillos "One Way Love" (1964) y "Got to Get You into My Life" (1966).
El grupo estuvo compuesto en sus inicios por Cliff Bennett (vocalista)
Dave Peacock (guitarra solista), Chas Hodges (teclados y bajo), Mick Burt (batería) y Nicky Hopkins (piano).

## Años 60
En 1957 Bennett formó la banda Rebel Rousers. Realizaron numerosas grabaciones bajo la producción de Joe Meek publicadas por el sello Parlophone, incluyendo versiones de los temas "You've Really Got a Hold on Me" and "Got My Mojo Working".
Brian Epstein comenzó a trabajar como mánager de la banda en septiembre de 1964, y su séptimo sencillo, "One Way Love" (escrito por Bert Berns y Jerry Ragovoy) con el tema "Slow Down" como cara B, entró en las listas de éxitos. Su siguiente publicación, "I'll Take You Home" (escrito por Barry Mann y Cynthia Weil) con "Do You Love Him" como cara B, alcanzó el puesto 42 de las listas de éxitos. Con "Three Rooms With Running Water" (escrito por Jimmy Radcliffe y Bob Halley) lis fue incluso mejor. A principios de 1966, la banda actuó de telonera de The Beatles durante su última gira europea. Bennett tuvo la oportunidad de escuchar el tema de Paul McCartney, "Got to Get You into My Life", que fue incluido en el álbum Revolver pero que nunca fue lanzado como sencillo. Bennett lo grabó y publicó, con su propia composición, con McCartney como productor. El tema alcanzó el puesto número 6 de las listas de éxitos.

## Etapa posterior
Chas Hodges (teclados) y Dave Peacock (bajo) y Mick Burt se convirtieron más tarde en el dúo Chas & Dave. Por la formación, también pasarían Ken Hensley y Lee Kerslake, miembros de Uriah Heep. 
En 1988, Mark Lundquist refundó The Rebel Rousers, actuando como mánager y líder de la banda de Cliff hasta 1996. Más recientemente estuvieron realizando una gira junto a Mike d'Abo, Chris Farlowe, Zoot Money, Maggie Bell, Screaming Lord Sutch, The Manfreds, Steve Ellis y New Amen Corner.

## Discografía

### Sencillos
- 1961: "You've Got What I Like" / "I'm in Love With You" Parlophone R 4793
- 1961: "That's What I Said" / "When I Get Paid" Parlophone R 4836
- 1962: "Poor Joe" / "Hurtin' Inside" Parlophone R 4895
- 1963: "Everybody Loves A Lover" / "My Old Stand By" Parlophone R 5046
- 1963: "You Really Got A Hold on Me" / "Alright" Parlophone
- 1964: "Got My Mojo Working" / "Beautiful Dreamer" Parlophone R 5119
- 1964: "One Way Love" / "Slow Down Parlophone" R 5173 UK#9
- 1965: "I'll Take You Home" / "Do You Love Him?" Parlophone R 5229 UK#42
- 1965: "Three Rooms With Running Water" / "If Only You'd Reply" Parlophone R 5259
- 1965: "I Have Cried My Last Tear" / "As Long As She Looks Like You" Parlophone R 5317
- 1966: "You Can't Love 'Em All" / "Need Your Loving Tonight" Parlophone R 5406
- 1966: "Eyes For You" / "Hold on I'm Coming" Parlophone R 5466
- 1966: "Got To Get You into My Life" / "Baby Each Day" Parlophone R 5489 UK#6
- 1966: "Never Knew Lovin' Could Be So Doggone Good" / "Don't Help Me Out" Parlophone R 5534
- 1967: "I'll Take Good Care of You" / "I'm Sorry" Parlophone R 5565
- 1967: "I'll Be There" / "Use Me"

### EP
- 1965: Try It Baby – "I'm Crazy 'Bout My Baby"/"Shoes"/"Try It Baby"/"Do It Right" Parlophone GEP 8936
- 1966: We're Gonna Make It – "My Sweet Woman"/"Whole Lotta Woman"/"We're Gonna Make It"/"Waiting at the Station" Parlophone GEP 8955

### Álbumes
Como Cliff Bennett & the Rebel Rousers
- 1965: Cliff Bennett & the Rebel Rousers – "I Can't Stand It"/"Sweet And Lovely"/"Make Yourself at Home"/"You've Really Got A Hold on Me"/"Ain't That Lovin' You"/"Sha La La"/"One Way Love"/"Steal Your Heart Away"/"It's Alright"/"Beautiful Dreamer"/"Mercy, Mercy"/"Talking About My Baby"/"The Pick-Up" Parlophone PMC 1242
- 1966: Drivin' You Wild – "Three Rooms With Running Water"/"Baby, Baby, Baby"/"You Made Me Happy"/"Sweet Sorrow"/"I Have Cried My Last Tear"/"Another Saturday Night"/"Drivin' Me Wild"/"That's Why I Love You So"/"Who Cheatin' Now?"/"I'll Be Doggone"/"Strange Feeling"/"I'll Take You Home" Music For Pleasure MFP 1121[3]
- 1967: Got To Get You Into Our Life - "It's A Wonder" / "Ain't Love Good, Ain't Love Proud" / "6345-789" / "Roadrunner" / "Baby Each Day" / "Got To Get You Into My Life" / "Barefootin'" / "See-Saw" / "I'm Not Tired" / "Stop Her On Sight (S.O.S.)" / "You Don't Know Like I Know" / "C.C. Rider" Parlophone PMC 7017

Como Cliff Bennett & His Band
- 1968: Cliff Bennett Branches Out - "You're Breaking Me Up" / "Lonely Weekends" / "Ease Me" / "When Something Is Wrong With My Baby" / "Taking Care of a Woman Is a Full Time Job" / "I Don't Need Anybody" / "Close The Door" / "Good Times" / "Said I Weren't Gonna Tell Nobody" / "You're the One For Me" / "Take Your Time" / "I Take What I Want" Parlophone PMC 7054